# 夏妙然
夏妙然（英語：Serina Ha，1960年5月28日—），前香港電台節目策劃及文化組副總監，曾是監製及主持，現為一名花藝學者、大學講師及投資顧問。

## 背景

### 早年生活
夏妙然的名字由其姑婆所改，早年在九龍新蒲崗成長，有三名兄長，父親是一名曾為日本士兵擔任廚師的計程車司機。她就讀天主教伍華小學上午校，在校時是美術科老師兼填詞人鄭國江的學生，小學階段起是校內合唱團團員。後來基於天主教伍華中學是一所男校而升讀聖母書院，與蔣麗萍為同級同學，亦先後於香港浸會大學完成傳理學文學（2004年至2006年）及傳媒管理社會科學雙碩士（2007年至2009年）和於香港大學修畢現代語言及文化學院日本研究博士學位（2010年至2016年；研究1980年代日本文化如何輸入香港，繼而發展成不同產業）。
夏妙然入讀中學時期組織了一個組合「Serina & Franco」參加音樂比賽，於1979年參加香港電台業餘歌唱大賽，並獲得英文獨唱組冠軍。1980年參加亞洲歌唱大賽，未獲得獎項。至1981年預科畢業，便應倪秉郎邀請加入香港電台，以兼職方式主持《輕談淺唱不夜天》。

### 事業發展
夏妙然入行前是日本音樂雜誌《歌謠界》的編輯。於1980年代初是一名業餘民歌歌手，推出了個人專輯《畫中的你》，又在帆船酒店、國賓酒店等地方當酒廊歌手。其後於1990年代專注於廣播界發展，2000年代初於香港電台第一台策劃廣播劇，曾於2004年8月策劃及主持一系列語文節目，包括與日本駐香港總領事館及日本文化協會合作3輯共52集《日語自遊行》。2005年8月與韓國駐香港總領事館及香港城市大學3輯共52集《大韓風》；2006年5月主持《普通話行行通》。2008年6月與西班牙駐香港領事館及香港西班牙商會合作西班牙語言文化節目《Ole Ole Spain》。
夏妙然監製了一系列聲音導航節目，曾獲得20個國際廣播獎，如憑「光影無限 Like—電影」《向李小龍致敬—猛龍過江》獲得「亞太廣播聯盟創新節目入圍獎」、憑《大自然之聲》獲得上海廣播節「東方暢想全球華語廣播創新大賽」優異獎及北京全球華語廣播大賽創新海外及港澳台地區「華語廣播優秀作品大獎」、憑《有聲好書》獲得北京人民廣播電台「贏在創意」全球華語廣播創新廣播獎及紐約節廣播節目獎等等。此外擔任過各大學學術嘉賓及客席講師（曼谷、北京、成都、香港以及日本。退休前是香港電台電台部發展及文教組副節目總監。2016年起擔任香港恒生大學的藝術顧問，2019年起擔任日本和裝教育協會二級講師，推廣和服的穿著文化。
她現時主力推廣花藝，成為日本全國押花藝術協會的押花及麗乾花導師。之所以會接觸花藝，原因出於她想找途徑減壓。自2010年代初上押花班課堂後即開始向花藝方向發展。2015年至2019年分別在日本大阪、東京、美國費城及香港展出其押花作品。2015年獲韓國高陽市市長崔星頒授年度花展「押花大賽榮譽獎」。及後於2017年獲美國費城年度花展押花作品「榮譽報導獎」及日本東京年度麗乾花大賽「佳作榮譽奬」。2018年3月於上海外灘羅斯福公館成為首位可於館內作日本押花交流及展出作品的藝術家。2020年3月，夏妙然憑作品「廣場中的午餐 -我愛巴黎」獲得美國費城年度花展押花組別冠軍，同年7月推出以六種語言編寫的花藝教育書《花的世界 無限可能》。11月在香港大學舉行第四度個人押花展覧。2021年6月與香港中樂團合作兩場全港首個口述演奏表演。7月推出第二本押花暨環保及抗疫六種語言花藝教育書《大自然之迴響》。9月在香港恒生大學舉行第五度個人展覧，公開展出美國冠軍作品及兩幅極地動物《極地瘦弱熊及小企鵝》，推廣環保訊息。
2022年，夏妙然憑押花作品《奔向彩色人生》獲得美國費城年度花展押花項目「最佳榮譽報導獎」，同年8月作品《無限》於東京第20屆大都會押花藝術展上展出。她於2023年擔任香港圖書館及香港書展的講座嘉賓，憑押花作品《愛是永恆》獲得美國費城年度花展押花項目押花季軍及藍絲帶獎 ，同年5月作品於大阪押花藝術展上展出。7月推出花藝配合追憶陳百強三十週年的書籍《盼望的緣份 陳百強》。

## 個人生活
夏妙然育有兩名兒子。2007年與任職航空公司的龔氏結婚。

## 節目主持
香港電台
- 1981年至？：輕談淺唱不夜天
- 1980年代：唱家班
- 1980年代：青春交響曲
- 1980年代：中文歌集
- 1980年代：妙然妙韻
- 1991年：青春交響曲17週年之夜[25]
- 2000年代：好男好女[26]
- 1996年至2000年：開心新航線[27]
- 城市專題
- 香港電台日本流行榜
- 時裝看世界
- 2000年代中期：香港電台是我家[28]
- 2000年代末至2010年代：光輝歲月
- 2000年代末至2010年代歲月留聲
- 2005年至2006年：日語自遊行
- 2005年至2006年：大韓風
- 2006年：普通話行行通
- 2008年：Ole Ole Spain
- 2013年至？：講好音樂
- 2013年至今：大自然之聲（兼聲音導航）
- 2013年至2020年：有聲好書（節目監製兼聲音導航）
- 2014年至2017年：遊學全世界
- 2019年至今：文化花園

## 參與作品

### 電影
- 1985年：求愛反斗星	飾 綠衣女子
- 2010年：得閒炒飯 飾 心理輔導員

### 綜藝節目
- 2023年：永遠深愛陳百強（嘉賓、無綫電視）

## 填詞作品
- 1982年：畫中的你
- 1982年：心影

## 個人專輯
| 專輯 # | 唱片公司 | 專輯名稱     | 發行年份 | 曲目 |
| ------ | -------- | ------------ | -------- | --- |
| 1st    | 永恆唱片 | 畫中的你     | 1982年   | 曲目 1. 潮退無聲 2. 唱家班 3. 畫中的你 4. 永沒有盡頭 5. 心影 6. 失去就失去 7. 未完的歌 8. 親吻我的臉 9. 最後一次 10. 只因喜歡你 11. 看看你'               |
| 2nd    | 永恆唱片 | 好女好男精選 | 1982年   | 曲目 1. 潮退無聲 2. 唱家班 3. 畫中的你 4. 永沒有盡頭 5. 心影 6. 失去就失去 7. 只因喜歡你 8. 未完的歌 9. 親吻我的臉 10. 看看你 11. 最後一次 12. 前事錄了影 |

## 其他歌曲
- 1983年：《春的感染》
- 1985年：電視劇《楚河漢界》插曲《霸王別姬》（與張學友合唱）
- 1986年：電影《鬼馬朱唇》主題曲《甜蜜人生》（與蔡楓華合唱）
- 1988年：香港電台60週年活動主題曲《給我一千年》（與余劍明、黃凱芹、林敏怡、麥潤壽、李再唐、王雅文、伍家廉、阮兆祥、鄧藹霖、梁兆輝、黃靄君、陳西敏、林一峰、梁翠茵、陳嘉露以及郭利民（Uncle Ray）合唱）

## 書籍創作
- 2020年：《花的世界 無限可能》
- 2021年：《大自然之迴響》
- 2023年：《盼望的緣份 陳百強》

## 外部連結
- 夏妙然的Facebook專頁
- 夏妙然的新浪微博
- 夏妙然的Instagram帳戶
- 夏妙然 個人資料 （页面存档备份，存于）
- 夏妙然個人專頁 - 花的世界無限可能 （页面存档备份，存于）
- 夏妙然Youtube頻道 （页面存档备份，存于）